# Bobovište (Serbia)
Bobovište (cyr. Бобовиште) – wieś w Serbii, w okręgu niszawskim, w gminie Aleksinac. W 2011 roku liczyła 885 mieszkańców.